# Donzac (Tarn-et-Garonne)
Donzac é uma comuna francesa na região administrativa de Occitânia, no departamento de Tarn-et-Garonne. Estende-se por uma área de 13,17 km². Em 2010 a comuna tinha 1 056 habitantes (densidade: 80,2 hab./km²).